# Сент-Джон, Эл
Эл Сент-Джон (англ. Al St. John, начиная с 1941 года снимался в кино под псевдонимом Эл 'Фази' Сент-Джон / англ. Al 'Fuzzy' St. John; 10 сентября 1893, Санта-Ана, Калифорния, США — 21 января 1963, Лайонс, Джорджия, США) — американский комический актёр немого кино, начинавший на знаменитой студии Мака Сеннета «Кистоун», где был партнёром Роско Арбакля, Чарльза Чаплина, Мэйбл Норман, а позднее снимался в фильмах с Бастером Китоном и Гарольдом Ллойдом. В двадцатые годы Сент-Джон был также сценаристом и режиссёром на ряде фильмов со своим участием. В годы звукового кино постоянно играл характерные роли в вестернах категории «В». Закончил карьеру известным актёром телевизионных сериалов. В общей сложности (учитывая короткометражки и телесериалы) снялся в 346 фильмах, многие из которых утрачены.

## Биография

#### Ранние годы
Как и многие его собратья по ремеслу (например, Чарльз Чаплин и Бастер Китон), Сент-Джон начал с театральных подмостков варьете, где вместе со своими родителями делал акробатические номера на велосипеде.

#### Немое кино
В 1912 году Сент-Джон воспользовался родственными связями — он был племянником начинающего в то время киноактёра Роско Арбакля (разница в возрасте между племянником и дядей составляла всего лишь 6 лет) и пристроился на работу в киностудии Мака Сеннета «Кистоун». В том же году Сент-Джон дебютировал на экране крошечным эпизодом в фильме «Благодаря удаче» / Through Dumb Luck (реж. Делл Хендерсон).
С 1913 года он регулярно появляется на экране как исполнитель ролей второго плана в короткометражных комедиях с участием своего дяди Арбакля и его частой партнерши Мэйбл Норман. Поскольку, его дядя имел прозвище 'Фатти', то есть 'Толстяк', то комедии эти зачастую так и назывались: «Фатти и наследница», «Дебют Фатти», «Простая жизнь Фатти и Мэйбл», «Семейная жизнь Мэйбл и Фатти», «Верный пёс Фатти», «Новая роль Фатти» и др.
В 1914 году принял участие в девяти короткометражках с участием Чарли Чаплина — «Необыкновенно затруднительное положение Мэйбл», «Танго-путаница», «Лучший жилец», «Настигнутый в кабаре», «Нокаут», «Деловой день Мэйбл», «Транжиры», «Новый привратник», «Его доисторическое прошлое». В том же 1914-м исполнил роль кистоуновского полицейского в первой полнометражной комедии Чаплина — «Прерванный роман Тилли» (режиссёром которой был Мак Сеннет).

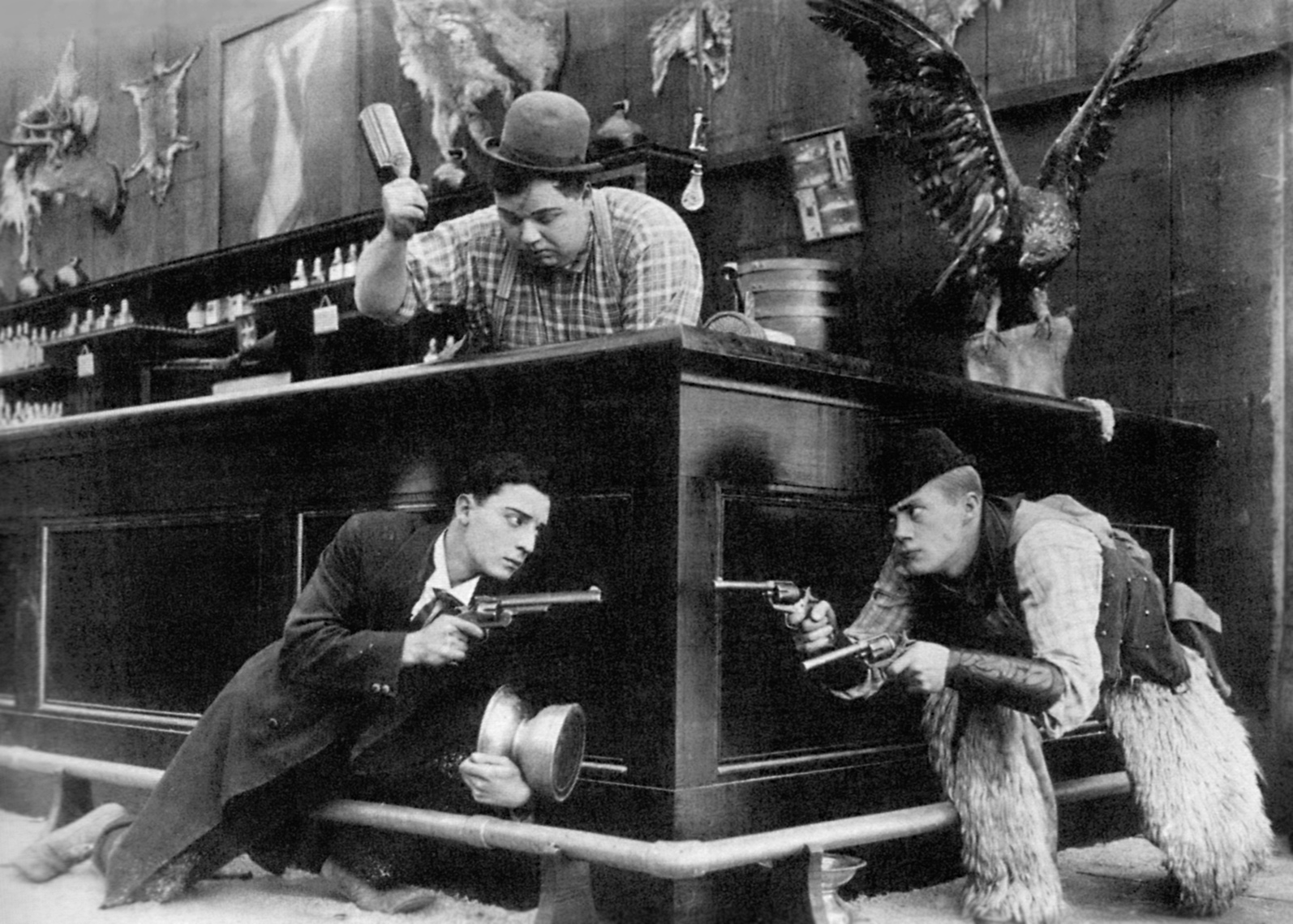
С Роско Арбаклом и Бастером Китоном в фильме «Странный Дикий Запад» (1918)

Когда в 1917 году Роско Арбакл ушёл от Сеннета и основал свою производственную компанию Comique Film Corporation, он увёл за собой и племянника. Арбакл приглашает в свою студию и никому ещё не известного Бастера Китона. Вместе, троица Арбакл, Китон и Сент-Джон появляется на экране в ряде короткометражных комедий, поставленных Арбаклем в 1917-1919 гг.: «Помощник мясника», «Дом грубых манер», «О, Доктор!», «Кони-Айленд», «Странный Дикий Запад», «Коридорный», «Повар», «За кулисами» и др. Когда Китон начал доминировать в этой тройке, затмив на экране не только Сент-Джона, но и самого Арбакля, Бастер покинул студию и в 1920 году подписал контракт с Джозефом Шенком на самостоятельные постановки. Несмотря на это, они расстались друзьями, и Эл Сент-Джон продолжал сниматься как в фильмах Арбакля, так и в комедиях Китона (у последнего в «Пугало», 1920, «Тайном знаке», 1921, «Генерале», 1926 и «Любовном гнёздышке на колёсах», 1937).
В 1919 году Сент-Джон встречается на съёмочной площадке с третьим из великих комиков немого кино (после Чаплина и Китона, соответственно), Гарольдом Ллойдом в короткометражной комедии At the Old Stage Door (режиссёр Хэл Роуч).
Начиная с 1919 года Эл Сент-Джон пробует также свои силы в написании сценариев и самостоятельной их постановке, срежиссировав (иногда при помощи Бенджамина Столоффа или Роско Арбакля) 28 короткометражных комедий, в которых сам и исполнял главные роли: «Скорость» (1919), «Она меня любит, она меня не любит» (1920), «Настоятельно рекомендуется» (1924) и др.
Арбакл, после известного скандала 1921 года, когда его обвинили в убийстве (так и не доказанном, актёр был оправдан после трёх судебных разбирательств), был вынужден снимать фильмы под псевдонимом Уильям Гудрич. В короткометражке 1925 года «Стальной мул» Арбакл снял своих друзей Сент-Джона и Бастера Китона. Эл Сент-Джон ещё снимется в нескольких короткометражных фильмах Арбакла: «Проклятия» (1925), «Брачные узы» (1931), «Жёны играют в бридж» (1932) и др.

#### Звуковое кино
В звуковом кино Эл Сент-Джон перешёл на характерные роли в вестернах категории «В». Примерно в 1937 году за ним закрепилось прозвище 'Fuzzy', так и звали героя большинства его работ в вестернах. Вестерны категории «B» в 1930—1940-е гг. прошлого века были небольшими по продолжительности (около часа каждый фильм), чтобы было удобно показывать их на спаренных сеансах, перед началом основного фильма (такие сеансы в США практиковались в те времена) и снимались как сериалы, имея продолжения.

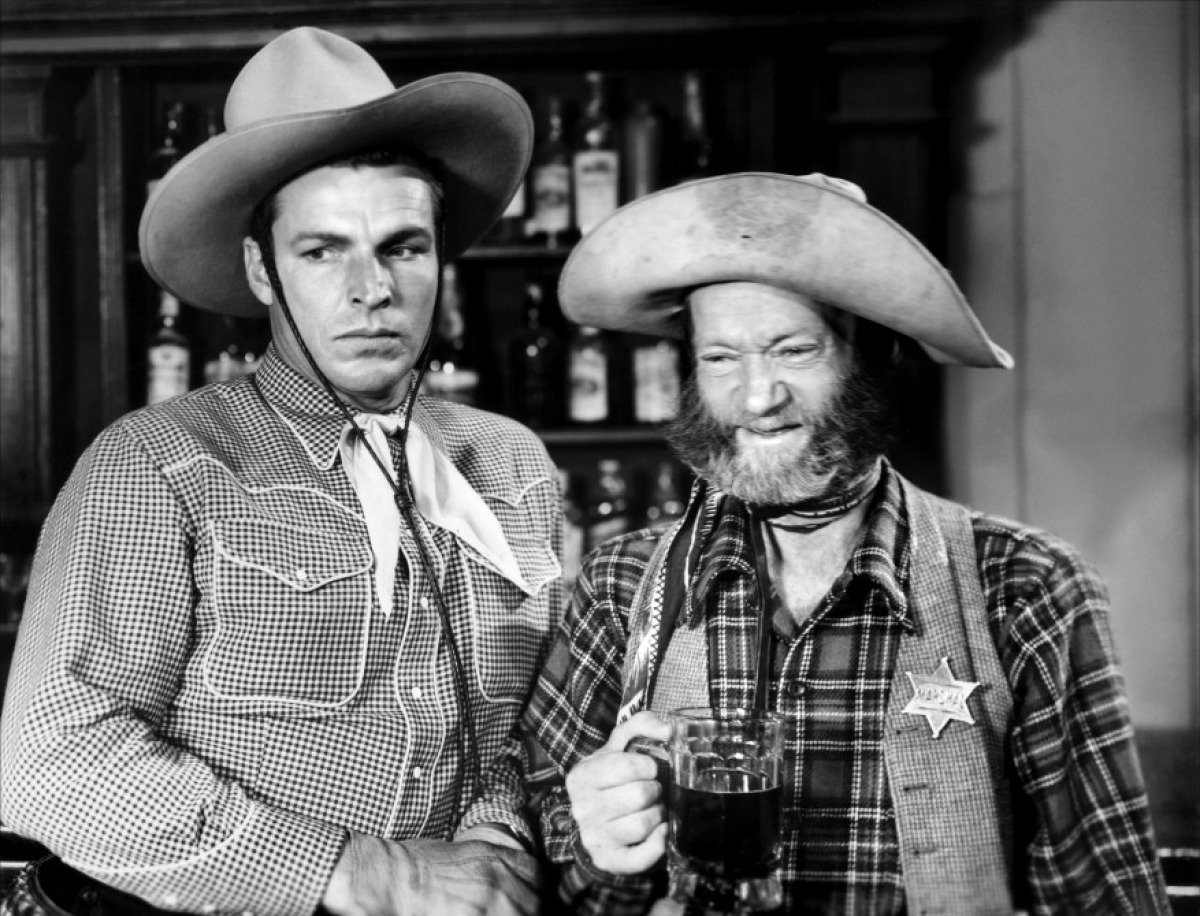
С Бастером Крэббом в фильме «Тень смерти» (1945)

Впервые 'Fuzzy', как герой, появился в серии вестернов студии Spectrum Pictures с участием поющего актера-ковбоя Фреда Скотта (1937-1938, 7 фильмов, начиная со «Странствующего ковбоя» / The Roaming Cowboy).
Затем последовали три сериала, снятых на студии PRC, первым и наиболее популярным из которых был киносериал о Билли Киде, где главную роль исполнял поначалу Боб Стил, а затем его преемником стал более популярный актёр и пловец Бастер Крэбб (с 1940 по 1946 год было снято 42 фильма, из них 36 с дуэтом Бастер Крэбб — Эл Сент-Джон: «Малыш Билли в розыске», 1941; «Облава малыша Билли», 1941; «Дымящиеся пистолеты Малыша Билли», 1942; «Таинственный всадник», 1942 и др.).
Одновременно выпускалась серия фильмов с героем — Одиноким всадником, которого в первых лентах сериала играл Джордж Хьюстон, впоследствии его сменил Роберт Ливингстон (1941-43, 17 фильмов, начиная с «Одинокий всадник едет на…» / The Lone Rider Rides On).
После того, как Бастер Крэбб отказался от продолжений сериала о Билли Киде, в качестве замены, с 1947 года руководство студии принимает решение снимать новую серию фильмов с героем 'Шайенном' Дэвисом в исполнении Лэша Лару, и неизменного Фази, в качестве его закадычного приятеля (с 1947 по 1952 год было снято 20 фильмов, начиная с «Закона Лэша»).
Герой Сент-Джона по имени Фази — упрямый старый ковбой, этакий деревенский дурачок, стал настолько популярным, что его имя в целях маркетинга с 1941 года вставляли в титрах и на киноафишах не иначе как Эл 'Фази' Сент-Джон. До 1952 года Сент-Джон перевоплощался в Фази более 80 раз.
С начала 1950-х годов, когда телевидение прочно вошло в дома американцев, прошла великая эпоха дешёвых серийных кинофильмов, демонстрировавшихся на спаренных сеансах. Сериалы стали снимать для ТВ, куда и перешёл после 1952 года Эл Сент-Джон.
В ожидании съёмок в телепрограмме Wild West show, находясь в штате Джорджия, Сент-Джон перенёс сердечный приступ и умер в 1963 году на семидесятом году жизни.

#### Личная жизнь
Актёр дважды состоял в браке: с Фло Бель Мур (Flo Belle Moore, с 5 октября 1914 года по 19 марта 1923 года) и с Джун Прайс Пирс (June Price Pearce, с 30 июня 1926 по …?).

#### Признание
8 февраля 1960 года за заслуги в кинематографе Сент-Джон удостоился звезды на аллее славы в Голливуде — её номер 6313.